# スパローネ
スパローネ（伊: Sparone）は、イタリア共和国ピエモンテ州トリノ県にある、人口約1,000人の基礎自治体（コムーネ）。

## 地理

### 位置・広がり

#### 隣接コムーネ
隣接するコムーネは以下の通り。
- アルペッテ
- カニスキオ
- コーリオ
- フォルノ・カナヴェーゼ
- イングリア
- ポント＝カナヴェーゼ
- プラティリオーネ
- リボルドーネ
- ロカーナ
- ロンコ・カナヴェーゼ

## 行政

### 分離集落
スパローネには、以下の分離集落（フラツィオーネ）がある。
- Apparè, Bisdonio, Calsazio, Feilongo, Frachiamo, Lantigliera, Nosè, Piani, Pra' Prete, Russa, Torre, Vasario, Peretti